# Wipptal
La Wipptal è una regione geografica italo-austriaca che va da Innsbruck a Fortezza, a cavallo del passo del Brennero. Il passo separa la regione in due valli: la Wipptal settentrionale, in Austria, e l'Alta Valle Isarco, in Italia; quest'ultima forma la comunità comprensoriale Alta Valle isarco.

## Toponimo
Il toponimo tedesco Wipptal significa "valle di Vipiteno", ed è attestato come vallis Vuibitina nel 937-957, come Wibital, Wipetwald nel 1170 e come Wiptal nel 1200. Nel 1400 tale appellativo si estese alla valle della Sill, affluente destro dell'Inn, a nord del Brennero, e nel 1416 il giudizio omonimo fece parte della circoscrizione dell'Inntal. Solo il confine istituito nel 1919 divise l'unità geografica della valle, tant'è che spesso si usa oggi Silltal per la parte austriaca e Oberes Eisacktal, cioè Alta Valle dell'Isarco per quella italiana.

## Geografia fisica
A cavallo dello spartiacque che segna il confine tra Italia e Austria, il versante settentrionale segue, come valle principale, il corso della Sill fino a Innsbruck, mentre quello italiano va dal passo del Brennero fino a Fortezza, venendo quindi a coprire l'alto corso del torrente Isarco e le valli ad esso confluenti.
Le vallate occidentali confluiscono nelle Alpi dello Stubai mentre quelle orientali nelle Alpi della Zillertal. Pur appartenendo, dal 1918, a due stati diversi, gli abitanti delle due vallate hanno caratteristiche culturali e linguistiche comuni, anche per il fatto che il Brennero non ha mai formato un ostacolo insidioso nelle vie di comunicazione.